# Pat Shipman
Pat Shipman (* 27. Januar 1949 in Bronxville, New York, vollständiger Name: Patty Lee Shipman) ist eine US-amerikanische Paläoanthropologin und ehemalige Dozentin für Anthropologie an der Pennsylvania State University. Sie ist zudem Autorin zahlreicher Sachbücher und Artikel in populärwissenschaftlichen Publikumszeitschriften.

## Leben
Pat Shipman studierte zunächst Religionswissenschaften am Smith College, dem größten Frauencollege der USA, wo sie 1970 den Bachelor-Grad erwarb. Danach wechselte sie an die New York University und studierte dort Anthropologie (Magister-Grad 1973). 1977 wurde sie an der New York University in der Arbeitsgruppe des Paläoanthropologen Clifford J. Jolly (* 1939) mit einer paläoökologischen Studie zur Populationsdynamik von rund 10 bis 15 Millionen Jahre alten Wirbeltier-Fossilien aus Fort Ternan (Kenia) promoviert, deren Datengrundlage vor allem auf ihrer Teilnahme an Ausgrabungen im Jahr 1974 beruht. Ziel der Studie war insbesondere, die Umwelt der 1961 erstmals beschriebenen Art Kenyapithecus wickeri zu rekonstruieren.
Noch vor Abschluss ihrer Doktorarbeit wurde sie 1975 als Lehrbeauftragte an der privaten Fordham University in New York City und ab 1976 als wissenschaftliche Mitarbeiterin an den American Institutes for Research in Arlington County, Virginia, beschäftigt. Von 1978 bis 1981 war sie wissenschaftliche Mitarbeiterin an der Johns Hopkins University in Baltimore, und danach an gleichem Ort Assistant Professor (1981 bis 1984), Associate Professor für Zellbiologie und Anatomie (1984 bis 1990) und zugleich stellvertretende Dekanin für akademische Angelegenheiten (Dean of Academic Affairs) an der School of Medicine. Danach blieb sie von 1995 bis zu ihrer Pensionierung als Privatdozentin (adjunct professor) für biologische Anthropologie der Pennsylvania State University verbunden.
Nach Studien auf dem Gebiet der Fossilisation – des Entstehens von Fossilien – befasste Pat Shipman sich insbesondere mit der Frage, wie man menschengemachte Schnittspuren an fossilen Knochen von zufällig entstandenen Einkerbungen unterscheiden kann und wie man zufällig entstandene Ansammlungen von Fossilien von den Überresten der Aktivitäten früher menschlicher Vorfahren unterscheiden kann. Ab den 1980er-Jahren profilierte sie sich als Sachbuchautorin, deren Bücher über paläontologische Themen in zahlreiche Sprachen übersetzt wurden. Zudem verfasste sie Biografien von Mata Hari, Florence Baker sowie Eugène Dubois und veröffentlichte zahlreiche Artikel zu biologischen Themen in Publikumszeitschriften. In den Biografien erörterten sie u. a. den Einfluss von Geschlecht und sozialer Herkunft auf die Akzeptanz oder Ablehnung wissenschaftlicher Informationen.
Pat Shipman war von 1976 bis zu seinem Tod im Jahr 2017 mit dem Paläoanthropologen Alan Walker verheiratet. Pat und Alan Walker hatten einen Sohn aus einer früheren Beziehung Walkers. Shipman war der Familienname ihrer Mutter June; ihr Vater hieß John Reder.

## Ehrungen
- 2001: Mitglied der American Association for the Advancement of Science[6]
- 2001: Mitglied der Royal Geographical Society[2]

## Schriften (Auswahl)
Bücher
- Our Oldest Companions: The Story of the First Dogs. Harvard University Press, Cambridge (MA) 2021, ISBN 978-0-674-97193-6.
- The Invaders. How Humans and Their Dogs Drove Neanderthals to Extinction. The Belknap Press of Harvard University Press, Cambridge (England) 2015, ISBN 978-0-674-73676-4.
- The Animal Connection. A New Perspective on What Makes Us Human. W. W. Norton & Co., New York 2011, ISBN 978-0-393-07054-5.
- Femme Fatale: Love, Lies, and the Unknown Life of Mata Hari. William Morrow / HarperCollins, New York 2007, ISBN 978-0-06-081728-2.
- mit Alan Walker: The Ape in the Tree. An Intellectual & Natural History of Proconsul. Harvard University Press, Cambridge (MA) 2005, ISBN 0-674-01675-0.
- To the Heart of the Nile: Lady Florence Baker and the Exploration of Central Africa. William Morrow / HarperCollins, New York 2004, ISBN 978-0-06-050557-8.
  - Mit dem Herzen einer Löwin. Lady Florence Baker und ihre Suche nach den Quellen des Nils. Malik, München 2005,  ISBN 978-3-89029-247-2.
- The Man Who Found the Missing Link. Eugène Dubois and His Lifelong Quest to Prove Darwin Right. Simon & Schuster, New York 2001, ISBN 978-0-684-85581-3.
- Taking Wing: Archaeopteryx and the Evolution of Bird Flight. Simon and Schuster, New York 1998, ISBN 978-0-684-81131-4.
- mit Alan Walker: The Wisdom of the Bones. In Search of Human Origins. Weidenfeld & Nicolson, New York 1996, ISBN 978-0-297-81670-6.
  - Turkana-Junge. Auf der Suche nach dem ersten Menschen. Galila Verlag, Etsdorf am Kamp 2011, ISBN 978-3-902533-77-7.
- The Evolution of Racism: Human Differences and the Use and Misuse of Science. Simon & Schuster, New York 1994, ISBN 978-0-671-75460-0.
  - Die Evolution des Rassismus. Gebrauch und Missbrauch von Wissenschaft. S. Fischer, 1995, ISBN 978-3-10-071802-0.
- mit Erik Trinkaus: The Neandertals: Changing the Image of Mankind. Alfred A. Knopf, Inc., New York 1993, ISBN 978-0-394-58900-8.
  - Die Neandertaler. Spiegel der Menschheit. C. Bertelsmann, München 1995, ISBN 978-3-570-12138-2.
- Life History of a Fossil: An Introduction to Taphonomy and Paleoecology. Harvard University Press, Cambridge (MA) 1993, ISBN 0-674-53086-1.
- mit Alan Walker und David Bichell: The Human Skeleton. Harvard University Press, Cambridge (MA) 1985, ISBN 978-0-674-86585-3.

Artikel
- The Animal Connection and Human Evolution. In: Current Anthropology. Band 51, Nr. 4, 2010, doi:10.1086/653816.
- Separating „us“ from „them“: Neanderthal and modern human behavior. In: PNAS. Band 105, Nr. 38, 2008, S. 14241–14242, doi:10.1073/pnas.0807931105.
- mit diversen anderen: Historical Evidence of the 1936 Mojokerto Skull Discovery, East Java. In: Journal of Human Evolution. Band 18, Nr. 4, 2005, S. 321–364, doi:10.1016/j.jhevol.2004.09.001.
- mit Paul Storm: Missing links: Eugène Dubois and the origins of paleoanthropology. In: Evolutionary Anthropology. Band 11, Nr. 3, 2002, S. 108–116, doi:10.1002/evan.10021, Volltext.
- What can you do with a bone fragment? In: PNAS. Band 98, Nr. 4, 2001, S. 1335–1337, doi:10.1073/pnas.98.4.1335.
- mit Erik Trinkaus: Neandertals: Images of ourselves. In: Evolutionary Anthropology. Band 1, Nr. 6, 1994, S. 194–201, doi:10.1002/evan.1360010605.
- mit Alan Walker: The costs of becoming a predator. In: Journal of Human Evolution. Band 18, Nr. 4, 1989, S. 373–392, doi:10.1016/0047-2484(89)90037-7, Volltext.
- mit Sandra L. Olsen: Surface modification on bone: Trampling versus butchery. In: Journal of Archaeological Science. Band 15, Nr. 5, 1988, S. 535–553, doi: 10.1016/0305-4403(88)90081-7.
- Studies of hominid-faunal interactions at Olduvai Gorge. In: Journal of Human Evolution. Band 15, Nr. 8, 1986, S. 691–706, doi:10.1016/S0047-2484(86)80005-7.
- Paleoecology of Fort Ternan reconsidered. In: Journal of Human Evolution. Band 15, Nr. 3, 1986, S. 193–204, doi:10.1016/S0047-2484(86)80045-8.
- mit diversen anderen: Cannibalism in the Neolithic. In: Science. Band 233, Nr. 4762, 1986, S. 431–437, doi:10.1126/science.233.4762.431, Volltext
- Scavenging or Hunting in Early Hominids: Theoretical Framework and Tests. In: American Anthropologist. New Series. Band 88, Nr. 1, 1986, S. 27–43, JSTOR:679277, Volltext.
- mit Jennie J. Rose: Early hominid hunting, butchering and carcass-processing behaviors: Approaches to the fossil record. In: Journal of Anthropological Archaeology. Band 2, Nr. 1, 1983, S. 57–98, doi:10.1016/0278-4165(83)90008-9.
- mit Jane E. Phillips-Conroy: Hominid tool-making versus carnivore scavenging. In: American Journal of Physical Anthropology. Band 46, Nr. 1, 1977, S. 77–86, doi:10.1002/ajpa.1330460111, Volltext.

## Belege
1. 1 2  Shipman, Pat 1949– Auf:  encyclopedia.com, zuletzt abgerufen am 13. Juni 2022.
2. 1 2  Pat Shipman: Curriculum vitae. (Memento vom 28. Mai 2019 im Internet Archive). Im Original publiziert auf der Website der Pennsylvania State University.
3. ↑  Namenseintrag auf americanscientist.org. Zuletzt abgerufen am 13. Juni 2022.
4. ↑  Patty Lee Shipman: Paleoecology, Taphonomic History and Population Dynamics of the Vertebrate Fossil Assemblage from the Middle Miocene Deposits Exposed at Fort Ternan, Kenya. New York University, Ph.D., 1977.
5. ↑  Ehemalige Webseite von Pat Shipman am Department of Anthropology der Pennsylvania State University (Memento vom 28. Mai 2019 im Internet Archive).
6. ↑  American Association for the Advancement of Science: Annual Report 2001, S. 17. (PDF; 828 kB)

| Personendaten    | Personendaten                                           |
| ---------------- | ------------------------------------------------------- |
| NAME             | Shipman, Pat                                            |
| ALTERNATIVNAMEN  | Shipman, Pat Lee; Shipman, Patty Lee; Shipman, Patty L. |
| KURZBESCHREIBUNG | US-amerikanische Paläoanthropologin                     |
| GEBURTSDATUM     | 27. Januar 1949                                         |
| GEBURTSORT       | Bronxville, New York                                    |